# Juan Torrecillas y Ruiz de Cárdenas
Juan Torrecillas y Ruiz de Cárdenas (Almería, 2 aprile 1622 – Brindisi, 24 giugno 1688) è stato un arcivescovo cattolico spagnolo.

## Biografia
Nato nel 1622 ad Almería da famiglia nobile, figlio di Juan Torrecillas Sánchez e Quiteria Ruiz de Cárdenas, fu battezzato nella cattedrale cittadina. Iniziò gli studi nel collegio seminario di sant'Indalecio e conseguì il diploma in teologia a Granada o a Orihuela, venendo ordinato sacerdote nel 1648. Tornato ad Almería, guidò la parrocchia di San Pietro e diventò poi canonico magistrale della cattedrale il 10 agosto 1652; nel dicembre del 1665 ne diventò arciprete e nel marzo del 1670 precentore. Durante il periodo di sede vacante del 1675, inoltre, fu vicario giudiziale della diocesi.
Il 10 novembre di quello stesso anno fu proposto da Carlo II di Spagna come vescovo dell'Aquila, venendo nominato da papa Innocenzo XI il 19 ottobre 1676; fu consacrato il 28 ottobre nella basilica di Santa Maria sopra Minerva dal cardinale Pietro Francesco Orsini, arcivescovo metropolita di Manfredonia, insieme ad Angelo della Noca e Prospero Bottini come co-consacranti. Nuovamente su proposta di Carlo II, il 17 marzo 1681 Innocenzo XI lo nominò arcivescovo metropolita di Brindisi, incarico che mantenne fino alla morte, avvenuta nel 1688; venne sepolto nella cattedrale di Brindisi.

## Genealogia episcopale
La genealogia episcopale è:
- Cardinale Scipione Rebiba
- Cardinale Giulio Antonio Santori
- Cardinale Girolamo Bernerio, O.P.
- Arcivescovo Galeazzo Sanvitale
- Cardinale Ludovico Ludovisi
- Cardinale Luigi Caetani
- Cardinale Ulderico Carpegna
- Cardinale Paluzzo Paluzzi Altieri degli Albertoni
- Papa Benedetto XIII
- Arcivescovo Juan Torrecillas y Ruiz de Cárdenas